# 帕帕島
帕帕島是蘇格蘭的島嶼，位於奧克斯納島以東的大西洋海域，屬於昔德蘭群島的一部分，面積0.59平方公里，最高點海拔高度32米，島上無人居住。
60°07′21″N 1°20′39″W / 60.12250°N 1.34417°W